# Le streghe (romanzo)
Le streghe (The Witches) è un romanzo per bambini scritto da Roald Dahl nel 1983. Il libro ha vinto il Premio Bancarellino nel 1988.
Dal romanzo sono stati tratti i film Chi ha paura delle streghe? (1990) e Le streghe (2020).

## Trama
Il protagonista e narratore della storia è un bambino inglese originario della Norvegia, il cui nome non viene mai rivelato, che rimane orfano di entrambi i genitori, morti in un incidente d'auto durante un viaggio dall'Inghilterra verso Oslo. Il testamento lasciato dal padre indica che il bambino dovrà vivere con la sua adorata nonna materna norvegese, signora molto anziana e simpatica che fuma il sigaro (anche il nome della nonna non viene mai specificato). Quest'ultima, a un certo punto, inizia a raccontargli delle terribili streghe del mondo reale, donne apparentemente normali ma distinguibili per una serie di bizzarre caratteristiche, che a prima vista potrebbero passare inosservate: portano sempre una parrucca avendo la testa calva, portano sempre scarpe a punta perché hanno i piedi a punta quadrata senza dita, portano sempre i guanti perché hanno degli artigli al posto delle unghie, spesso hanno i denti sfumati di azzurro perché hanno la saliva blu, hanno le pupille degli occhi che cambiano colore e hanno le narici molto grandi in quanto riescono a fiutare la presenza di un bambino anche da molto lontano, dal momento che per loro i bambini (e non gli adulti) emanano un ripugnante odore di escrementi di cane, tanto più intenso quanto il bambino è pulito. Le streghe hanno come unico obiettivo quello di eliminare tutti i bambini del mondo e, anche se in genere conducono vite normali e svolgono professioni comuni, non smettono mai di architettare piani malefici a tale scopo.
La nonna e il nipote ritornano in Inghilterra e il ragazzino riprende la sua vita da scolaro. Un giorno incontra per la prima volta una strega, che dice di volergli regalare un serpente; notando nella donna i dettagli che la nonna gli ha spiegato, capisce con chi ha a che fare e si arrampica su un albero rifiutandosi di scendere.
All'arrivo dell'estate, la nonna e il nipote progettano di tornare in Norvegia in nave per le vacanze, ma in seguito tale piano viene annullato perché la nonna, poco prima della partenza, si ammala di polmonite e viene curata in casa (non si riesce a portarla in ospedale ed alla sua età anche una malattia facilmente curabile come la polmonite può diventare pericolosa). Una volta guarita, il medico impone alla signora di non fare grandi sforzi (oltre a raccomandarle di smettere di fumare), quindi nonna e nipote decidono di passare l'estate in Inghilterra, prenotando una camera in un albergo di Bournemouth. Lì il protagonista riesce, di nascosto e per caso, ad assistere ad un'assemblea dove sono presenti tutte le streghe inglesi, le quali fingono di essere membri della Reale Società per la Protezione dell'Infanzia Maltrattata; si tratta del raduno annuale che le streghe tengono con la Strega Suprema, il loro capo, una donna con la voce metallica e un orrendo viso dall'aspetto mostruoso ed in putrefazione, che nasconde dietro una maschera con il viso di una donna giovane e bella (che toglie solo quando si trova da sola o in compagnia unicamente di altre streghe), e che è in grado di lanciare fulmini dagli occhi, metodo che utilizza per eliminare le sottoposte che non si comportano come lei desidera. Il bambino riesce ad ascoltare di nascosto la Strega Suprema mentre spiega il suo terrificante piano: sterminare i bambini inglesi trasformandoli in topi, in modo che finiscano uccisi dagli adulti che hanno intorno, grazie ad una complicata pozione, il cui ingrediente chiave è una sveglia, che prima di essere aggiunta nella pozione deve essere impostata sull'ora a cui si vuole che il bambino si trasformi; non bisogna tuttavia eccedere con la dose, altrimenti l'effetto della sveglia verrà ignorato e la trasformazione sarà istantanea. La Strega Suprema richiede quindi che ogni strega lasci il lavoro che svolge al momento, acquisti una pasticceria e venda ai bambini dei dolci contenenti la pozione. Poco prima che la riunione si concluda, le streghe fiutano la presenza del protagonista, che viene scoperto, immobilizzato e, tramite un'enorme dose di pozione, immediatamente trasformato in un topo, o meglio in un bambino-topo, cioè un topo con la capacità di parlare e pensare come un bambino umano. Prima di lui anche Bruno Jenkins, un altro ragazzino ospite dell'albergo, che aveva un carattere odioso e non faceva altro che rimpinzarsi di dolci e vantarsi del suo ricco padre, è stato trasformato in un bambino-topo dopo essere stato adescato come cavia usando della cioccolata con la pozione (e anche nelle vesti di topo continua a mangiare voracemente, diventando enorme). Il bambino-topo corre subito dalla nonna e i due elaborano un piano per fermare le streghe: rubare una boccetta della pozione nella stanza della Strega Suprema e trovare il modo di farla bere alle streghe, per trasformare loro stesse in topi. Il bambino-topo si intrufola prima nella stanza della Strega Suprema per rubare la pozione, e riesce a prenderla dopo essersi fatto calare dalla nonna nella stanza dal balcone stando dentro a un calzino, e poi nella cucina, dove riesce a versare la pozione in una zuppiera di minestra destinata alle streghe, arrampicandosi su una mensola, per poi scappare da un cuoco che si accorge di lui e cerca di ucciderlo con un coltello, riuscendo solo a tagliargli la coda, ed arrampicarsi nei pantaloni di un altro cuoco terrorizzandolo. Le streghe inglesi e la loro regina mangiano la minestra e vengono tutte trasformate in topi.
Nonna e nipote lasciano l'albergo e tornano in Norvegia, adattandosi al nuovo aspetto del bambino, consapevoli che, come bambino-topo, la vita del protagonista sarà senza dubbio molto più breve di quella di un uomo ma più lunga di quella di un topo vero e proprio. Poco tempo dopo la nonna rivela di aver architettato un altro piano formidabile: ha telefonato all'albergo fingendosi il Ministro degli Interni norvegese e, con la scusa di dover indagare sui misteriosi avvenimenti dell'albergo, è riuscita ad ottenere l'indirizzo della Strega Suprema. Siccome tutti credevano che la Strega Suprema fosse la direttrice della Reale Società per la Protezione dell'Infanzia Maltrattata e la conoscevano come una donna giovane, elegante e raffinata, a causa della maschera dietro cui nascondeva il volto mostruoso, la nonna è sicura di aver avuto l'indirizzo del vero quartier generale, dove si possono trovare i dati e gli indirizzi di tutte le streghe del mondo: il progetto della signora, a cui il nipote aderisce con entusiasmo, è infiltrarsi nel quartier generale della Strega Suprema per riuscire a sconfiggere tutte le streghe ed a salvare tutti i bambini del mondo.

## Edizioni
- Roald Dahl, Le streghe, traduzione di Francesca Lazzarato, collana Gl'Istrici, Salani,  p. 200, ISBN 88-7782-005-5.}